# Agrocybe acericola
Agrocybe acericola
Espèce
Agrocybe acericola, l'Agrocybe de l'érable, est une espèce de champignons basidiomycètes de la famille des Strophariaceae.
Agrocybe acericola est une espèce nord-américaine qui pousse dans les forêts de feuillus des Grandes Plaines et plus à l'est, à la fin du printemps et au début de l'été. Il se distingue des autres Agrocybes par cette écologie ainsi que par sa couleur jaune brunâtre, son anneau blanc positionné très haut qui s'évase initialement vers le haut et l'extérieur puis s'affaisse.

## Synonymie
Agrocybe acericola a pour synonymes :
- Agaricus acericola Peck (1873) (basionyme)
- Pholiota acericola (Peck) Sacc. (1887)